# Ведерников, Иван Андреевич
Ива́н Андре́евич Веде́рников (7 декабря 1906, Верхнее Бусыгино, Турекская волость, Уржумский уезд, Вятская губерния, Российская империя — 29 апреля 1989, Москва, СССР) — советский учёный-историк, журналист, партийный деятель, доктор исторических наук, профессор. Заместитель председателя Совета Народных Комиссаров Марийской АССР (1942—1943), ответственный редактор газеты «Марийская правда» (1943—1945). Видный исследователь истории КПСС, профессор кафедры истории КПСС Московского государственного педагогического института имени В. И. Ленина (1970—1989). Член ВКП(б) с 1939 года.

## Биография
Родился 7 декабря 1906 года в деревне Верхнее Бусыгино ныне Параньгинского района Республики Марий Эл в бедной крестьянской семье. Вырос в многодетной семье из 11 детей, окончил церковно-приходскую, затем — двухклассную школу.
После окончания Мари-Биляморской школы II ступени — учитель и библиотекарь Лоповской, Хлебниковской, Карлыганской школ Мари-Турекского района Марийской АССР.
В 1933 году окончил Вятский педагогический институт.
В 1933—1937 годах — преподаватель, в 1937—1939 годах — директор Сернурского педагогического училища.
С 1939 года в Йошкар-Оле: лектор Марийского обкома ВКП(б), с 1942 года — заместитель председателя Совнаркома Марийской АССР, с 1943 года — директор Марийской областной партийной школы.
В 1943—1945 годах — редактор газеты «Марийская правда».
С 1946—1949 годах — аспирант Академии общественных наук при ЦК ВКП(б).
В 1949—1950 годах — заместитель редактора отдела газеты «Известия», в 1954—1959 годах — заместитель начальника управления Министерства высшего образования СССР.
В 1960—1969 годах — доцент Института повышения квалификации преподавателей общественных наук при МГУ имени М. В. Ломоносова.
В 1970—1989 годах — профессор кафедры истории КПСС Московского государственного педагогического института имени В. И. Ленина. 
Скончался 29 апреля 1989 года в Москве.

## Научно-преподавательская деятельность
В 1966 году защитил докторскую диссертацию на тему «Деятельность партийных организаций по созданию крупнейших гидроэлектростанций Волжско-Камского каскада». Доктор исторических наук (1967). 
Был автором учебников, монографии «Партийные организации во главе строителей крупнейших гидроэлектростанций» (1967).
Написал более 80 пропагандистских статей, опубликованных в различных книгах и научных журналах, и статьи для 2-го издания БСЭ (1950–1958). Так, в VI томе этой энциклопедии помещена его статья «Буржуазная революция».
Несколько лет читал лекции в Институте народного хозяйства имени Г. Плеханова, долгие годы — в МПГУ имени В. И. Ленина. 

## Основные научные труды
Далее представлен список основных научных трудов И. А. Ведерникова (в том числе в соавторстве):
- Коммунистическое воспитание трудящихся - важнейшая задача партии на современном этапе / О-во по распространению полит. и науч. знаний РСФСР. — М., 1962. — 32 с.
- Деятельность партийных организаций по созданию крупнейших гидроэлектростанций Волжско-Камского каскада: Автореферат дисс. на соискание учен. степени д-ра ист. наук / Моск. гос. пед. ин-т им. В. И. Ленина. — М., 1966. — 40 с.
- Деятельность партийных организаций по созданию материально-технической базы коммунизма / Под ред. [и с введ.] проф. С. А. Юдачева. — М.: Изд. Моск. ун-та, 1970. — 352 с.
- Во главе масс: (сборник научных статей) / [редколлегия: И. А. Ведерников (ответственный редактор) и др.]. — Москва: Московский государственный педагогический институт имени В. И. Ленина, 1972. — 354, [2] с. — (Ученые записки; т. 431)
- Вопросы методики преподавания истории КПСС студентам высших учебных заведений: [Учеб.-метод. пособие по истории КПСС] / Под ред. проф. Н. Н. Демочкина. — М.: Высш. школа, 1973. — 296 с.
- Ленинская партия в борьбе за победу социалистической революции: Сборник трудов / М-во просвещения РСФСР. Моск. гос. пед. ин-т им. В. И. Ленина. Кафедра истории КПСС. — М., 1973. — 195 с.
- КПСС — организатор строительства социализма и коммунизма: Сборник трудов / М-во просвещения РСФСР. Моск. гос. пед. ин-т им. В. И. Ленина. Кафедра истории КПСС. — М., 1973. — 161 с.
- Партия в период строительства социализма и коммунизма: [Сборник трудов] / Моск. гос. пед ин-т им. В. И. Ленина. — М.: МГПИ, 1977.  — 240 с.: 1 л. табл.

## Награды
- Орден Красной Звезды (1946)[1]
- Юбилейная медаль «За доблестный труд. В ознаменование 100-летия со дня рождения Владимира Ильича Ленина» (1970)
- Почётная грамота Президиума Верховного Совета Марийской АССР (1946)[1]